# Bambu-maciço
O bambu-maciço (Dendrocalamus strictus) é uma planta da família das gramíneas. Possui colmos maciços ou com cavidade reduzida, flexíveis e elásticos, folhas lanceoladas, espiguetas em panículas e fruto carióptico, pardo e hirsuto. Espécie originária da Índia e da Birmânia, é considerado um bambo mediano, com altura entre 8 e 20 metros e diâmetro de 2,5 a 8 centímetros. Por ser muito resistente é utilizada na construção de pontes, e suas sementes e raízes são comestíveis. Também é utilizada como fonte de madeira. e como matéria prima na indústria de papel
Também é conhecida pelos nomes de bambu-cheio-chinês, bambu-de-caniço, bambu-de-pescador e bambu-macho.